# Simitarra cara-rogenca
La simitarra cara-rogenca (Erythrogenys erythrogenys) és un ocell de la família dels timàlids (Timaliidae).

## Hàbitat i distribució
Habita zones amb matolls dens, herba i boscos oberts a l'Himàlaia, centre, sud i est de Myanmar i nord-oest de Tailàndia.